# Joseph P. Addabbo
Joseph Patrick Addabbo (ur. 17 marca 1925 w Ozone Park w Queens, zm. 10 kwietnia 1986 w Waszyngtonie) – amerykański polityk, członek Partii Demokratycznej.

## Działalność polityczna
W okresie od 3 stycznia 1961 do 3 stycznia 1963 przez jedną kadencję był przedstawicielem 5. okręgu, następnie do 3 stycznia 1983 przez dziesięć kadencji przedstawicielem 7. okręgu, a od 3 stycznia 1983 do śmierci 10 kwietnia 1986 przez dwie kadencje był przedstawicielem 6. okręgu wyborczego w stanie Nowy Jork w Izbie Reprezentantów Stanów Zjednoczonych.